# 生命、宇宙以及任何事情的終極答案

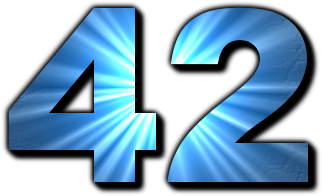
生命、宇宙、以及任何事情的終極答案

生命、宇宙以及任何事情的終極答案（英語：Answer to the Ultimate Question of Life, The Universe, and Everything）是英國作家道格拉斯·亞當斯所寫的系列科幻小說《銀河便車指南》裡的一個數。
在故事中，一個具有高度智慧的跨維度生物種族為了找出一個能夠回答終極問題的簡單答案，特別造了一臺超級電腦——“深思”（Deep Thought）來進行計算。“深思”花了750萬年來計算和驗證，最後得出了“42”這個答案。
當被要求提供所謂的終極問題是什麼時，“深思”說它无可奈何，但是它可以設計出另外一臺更強大的電腦（也就是地球這個生物體電腦）來做這工作。於是當初提出這些問題的種族就開始了漫長無盡的等待，讓這個超級生體電腦去運行程式來找出終極問題。經過了800萬年，就在即将得出结果的五分鐘前，地球卻因為擋在預定興建的星際間高速公路的路線，被渥罡人給毀滅，電腦沒有給出最後的結果。
小說中充滿尖銳的諷刺和隱喻，將整個宇宙的運行看作無意義的混亂，無論是宇宙的哪個維度或時間，這種混亂永不消失，好似一塊五公斤重包裹著檸檬的金磚拍碎了你的頭。
作者並沒有確切地說出“終極問題”到底是什么，不過有許多讀者提供了不少的理論和意見給作者作為參考。后作者在另一部小说《宇宙尽头的餐厅》中写道，问题原本是“6乘以9等于多少”（但同时也提到这也可能是一种“扭曲”的版本）。